# Metromenus fraternus
Metromenus fraternus är en skalbaggsart som först beskrevs av Blackburn 1877.  Metromenus fraternus ingår i släktet Metromenus och familjen jordlöpare. Inga underarter finns listade i Catalogue of Life.